# Rali de Portugal de 2019
O Rali de Portugal de 2019, oficialmente Vodafone Rali de Portugal, foi a sétima rodada da temporada 2019 do Campeonato Mundial de Rali. Celebrou-se do 30 de maio ao 2 de junho e contou com um itinerário de vinte trechos sobre terra com um total de 311,47 km cronometrados. Foi também a sétima rodada dos campeonatos WRC 2 Pro e WRC 2.

## Lista de inscritos
| Num.                      | Categoria | Piloto             | Copiloto           | Automóvel             | Equipa                  | Pneumático |
| ------------------------- | --------- | ------------------ | ------------------ | --------------------- | ----------------------- | ---------- |
| 1                         | WRC       | Sébastien Ogier    | Julien Ingrassia   | Citroën C3 WRC        | Citroën Total WRT       | M          |
| 3                         | WRC       | Teemu Suninen      | Marko Salminen     | Ford Festa WRC        | M-Sport Ford WRT        | M          |
| 4                         | WRC       | Esapekka Lappi     | Janne Ferm         | Citroën C3 WRC        | Citroën Total WRT       | M          |
| 5                         | WRC       | Kris Meeke         | Sebastian Marshall | Toyota Yaris WRC      | Toyota Gazoo Racing WRT | M          |
| 6                         | WRC       | Dani Sordo         | Carlos do Bairro   | Hyundai i20 Coupe WRC | Hyundai Shell Mobis WRT | M          |
| 8                         | WRC       | Ott Tänak          | Martin Järveoja    | Toyota Yaris WRC      | Toyota Gazoo Racing WRT | M          |
| 10                        | WRC       | Jari-Matti Latvala | Miikka Anttila     | Toyota Yaris WRC      | Toyota Gazoo Racing WRT | M          |
| 11                        | WRC       | Thierry Neuville   | Nicolas Gilsoul    | Hyundai i20 Coupe WRC | Hyundai Shell Mobis WRT | M          |
| 19                        | WRC       | Sébastien Loeb     | Daniel Elena       | Hyundai i20 Coupe WRC | Hyundai Shell Mobis WRT | M          |
| 33                        | WRC       | Elfyn Evans        | Scott Martin       | Ford Festa WRC        | M-Sport Ford WRT        | M          |
| 44                        | WRC       | Gus Greensmith     | Elliott Edmondson  | Ford Festa WRC        | M-Sport Ford WRT        | M          |
| 21                        | WRC-2 Pro | Mads Østberg       | Torstein Eriksen   | Citroën C3 R5         | Citroën Total           | M          |
| 22                        | WRC-2 Pro | Łukasz Pieniążek   | Jakub Gerber       | Ford Festa R5         | M-Sport Ford WRT        | M          |
| 23                        | WRC-2 Pro | Kalle Rovanperä    | Jonne Halttunen    | Škoda Fabia R5 Evo    | Škoda Motorsport        | M          |
| 24                        | WRC-2 Pro | Jan Kopecký        | Pavel Dresler      | Škoda Fabia R5 Evo    | Škoda Motorsport        | M          |
| Fonte: rallydeportugal.pt |           |                    |                    |                       |                         |            |

| Lenda     | Lenda                                          |
| Ícone     | Classe                                         |
| --------- | ---------------------------------------------- |
| WRC       | WRC pontuam para o campeonato de construtores. |
| WRC       | Não puntúan para o campeonato de construtores. |
| WRC-2 Pro | Registado para participar em WRC-2 Pro         |
| WRC-2     | Registado para participar em WRC-2             |

## Resultados

### Itinerário
| Dia                     | Trecho | Nome                  | Distância | Ganhador da etapa  | Automóvel             | Tempo     | Líder da geral |
| ----------------------- | ------ | --------------------- | --------- | ------------------ | --------------------- | --------- | -------------- |
| Dia 1 (30 maio)         | —      | Paredes (Shakedown)   | 4.60 km   | Thierry Neuville   | Hyundai i20 Coupe WRC | 3:02.1    | —              |
| Dia 2 (31 maio)         | SS1    | Lousã 1               | 12.35 km  | Dani Sordo         | Hyundai i20 Coupe WRC | 9:06.9    | Dani Sordo     |
| Dia 2 (31 maio)         | SS2    | Góis 1                | 18.78 km  | Ott Tänak          | Toyota Yaris WRC      | 12:19.7   | Dani Sordo     |
| Dia 2 (31 maio)         | SS3    | Arganil 1             | 14.62 km  | Ott Tänak          | Toyota Yaris WRC      | 9:00.0    | Ott Tänak      |
| Dia 2 (31 maio)         | SS4    | Lousã 2               | 12.35 km  | Dani Sondo         | Hyundai i20 Coupe WRC | 8:59.2    | Ott Tänak      |
| Dia 2 (31 maio)         | SS5    | Góis 2                | 18.78 km  | Teemu Suninen      | Ford Festa WRC        | 12:18.9   | Ott Tänak      |
| Dia 2 (31 maio)         | SS6    | Arganil 2             | 14.62 km  | Thierry Neuville   | Hyundai i20 Coupe WRC | 8:58.5    | Ott Tänak      |
| Dia 2 (31 maio)         | SS7    | Lousada               | 3.36 km   | Thierry Neuville   | Hyundai i20 Coupe WRC | 2:35.5    | Ott Tänak      |
| Dia 3 (1 junho)         | SS8    | Vieira do Minho 1     | 20.53 km  | Kris Meeke         | Toyota Yaris WRC      | 12:59.3   | Ott Tänak      |
| Dia 3 (1 junho)         | SS9    | Cabeceiras de Basto 1 | 22.22 km  | Jari-Matti Latvala | Toyota Yaris WRC      | 13:42.9   | Ott Tänak      |
| Dia 3 (1 junho)         | SS10   | Amarante 1            | 37.60 km  | Jari-Matti Latvala | Toyota Yaris WRC      | 25:10.4   | Ott Tänak      |
| Dia 3 (1 junho)         | SS11   | Vieira do Minho 2     | 20.53 km  | Ott Tänak          | Toyota Yaris WRC      | 12:51.5   | Ott Tänak      |
| Dia 3 (1 junho)         | SS12   | Cabeceiras de Basto 2 | 22.22 km  | Thierry Neuville   | Hyundai i20 Coupe WRC | 13:35.9   | Ott Tänak      |
| Dia 3 (1 junho)         | SS13   | Amarante 2            | 37.60 km  | Thierry Neuville   | Hyundai i20 Coupe WRC | 25:02.2   | Ott Tänak      |
| Dia 3 (1 junho)         | SS14   | Gaia Street Stage 1   | 2.25 km   | Cancelado          | Cancelado             | Cancelado | Ott Tänak      |
| Dia 3 (1 junho)         | SS15   | Gaia Street Stage 2   | 2.25 km   | Cancelado          | Cancelado             | Cancelado | Ott Tänak      |
| Dia 4 (2 junho)         | SS16   | Montim 1              | 8.64 km   | Kris Meeke         | Toyota Yaris WRC      | 5:49.1    | Ott Tänak      |
| Dia 4 (2 junho)         | SS17   | Fafe 1                | 11.18 km  | Ott Tänak          | Toyota Yaris WRC      | 6:38.6    | Ott Tänak      |
| Dia 4 (2 junho)         | SS18   | Luílhas               | 11.89 km  | Ott Tänak          | Toyota Yaris WRC      | 8:05.7    | Ott Tänak      |
| Dia 4 (2 junho)         | SS19   | Montim 2              | 8.64 km   | Thierry Neuville   | Hyundai i20 Coupe WRC | 5:46.3    | Ott Tänak      |
| Dia 4 (2 junho)         | SS20   | Fafe 2 (Power Stage)  | 11.18 km  | Sébastien Ogier    | Citroën C3 WRC        | 6:35.0    | Ott Tänak      |
| Fonte: ewrc-results.com |        |                       |           |                    |                       |           |                |